# Neudorfer Wald
Das Naturschutzgebiet Neudorfer Wald liegt auf dem Gebiet der Gemeinde Groß Pankow im Landkreis Prignitz in Brandenburg. Es erstreckt sich nordöstlich von Neudorf und westlich von Groß Langerwisch – beide Gemeindeteile von Helle, einem Ortsteil der Gemeinde Groß Pankow. Am südöstlichen Rand des Gebietes verläuft die Kreisstraße K 7027 und südlich die K 7026. Nördlich und westlich des Gebietes fließt die Kümmernitz, ein rechter Nebenfluss der Dömnitz, die südlich fließt.

## Bedeutung
Das rund 49,9 ha große Gebiet mit der Kennung 1631 wurde mit Verordnung vom 17. Januar 2011 unter Naturschutz gestellt.